# Cassis (singel)
Cassis – singiel zespołu the GazettE wydany w 2005 roku.

## Lista utworów

### Cassis typ A
Dysk pierwszy
1. Cassis – 6:44
2. Toguro (蜷局) – 4:08

Dysk drugi (DVD)
1. Cassis – 6:44

### Cassis typ B
1. Cassis – 6:44
2. Toguro (蜷局) – 4:08
3. Bite to all – 3:25

### Cassis typ zwykły
1. Cassis – 6:44
2. Toguro (蜷局) – 4:08

## Informacje
- Tytułowa piosenka znajduje się także na albumie NIL wydanym kilka miesięcy po singlu.
- Teledysk do Cassis został nagrany w Austrii.